# Danny Amankwaa
Danny Kwasi Amankwaa (Lunedby, 30 gennaio 1994) è un ex calciatore danese, di ruolo centrocampista.

## Caratteristiche tecniche
È un esterno destro.

## Carriera

### Club
Cresciuto nelle giovanili del Copenaghen, ha esordito il 29 ottobre 2012 in un match perso 1-0 contro l'Horsens.

## Statistiche

### Presenze e reti nei club
Statistiche aggiornate al 7 luglio 2017.
| Stagione        | Squadra         | Campionato      | Campionato | Campionato | Coppe nazionali | Coppe nazionali | Coppe nazionali | Coppe continentali | Coppe continentali | Coppe continentali | Altre coppe | Altre coppe | Altre coppe | Totale | Totale | Totale |
| Stagione        | Squadra         | Comp            | Pres       | Reti       | Comp            | Pres            | Reti            | Comp               | Pres               | Reti               | Comp        | Pres        | Reti        | Pres   | Reti   |        |
| --------------- | --------------- | --------------- | ---------- | ---------- | --------------- | --------------- | --------------- | ------------------ | ------------------ | ------------------ | ----------- | ----------- | ----------- | ------ | ------ | ------ |
| 2012-2013       | Copenaghen      | SL              | 9          | 0          | CD              | 2               | 1               | UEL                | 1                  | 0                  |             | -           | -           | 12     | 1      |        |
| 2013-2014       | Copenaghen      | SL              | 15         | 0          | CD              | 3               | 0               | UCL                | 1                  | 0                  |             | -           | -           | 19     | 0      |        |
| 2014-2015       | Copenaghen      | SL              | 23         | 1          | CD              | 1               | 0               | UCL+UEL            | 4+5                | 0                  |             | -           | -           | 33     | 1      |        |
| 2015-2016       | Copenaghen      | SL              | 7          | 0          | CD              | 1               | 1               | UEL                | 1                  | 0                  |             | -           | -           | 9      | 1      |        |
| 2016-2017       | Copenaghen      | SL              | 8          | 0          | CD              | 1               | 0               | UCL                | 3                  | 0                  |             | -           | -           | 12     | 0      |        |
| Totale carriera | Totale carriera | Totale carriera | 63         | 1          |                 | 8               | 2               |                    | 14                 | 0                  |             | -           | -           | 85     | 3      |        |

## Palmarès

### Club

#### Competizioni nazionali
- Campionato danese: 3

Copenaghen: 2012-2013, 2015-2016, 2016-2017
- Coppa di Danimarca: 2

Copenaghen: 2014-2015, 2015-2016,  2016-2017